# 継体・欽明朝の内乱
継体・欽明朝の内乱（けいたい・きんめいちょうのないらん）は、仮説上の内乱。当時の歴史を記録した文献資料において不自然な点が存在することから、6世紀前半の継体天皇の崩御とその後の皇位継承を巡り争いが発生したという仮定に基づく。発生した年を『日本書紀』で継体天皇が崩御したとされている辛亥の年（西暦531年）と具体的に定めて、辛亥の変（しんがいのへん）と呼ぶ説もある。

## 概要
『日本書紀』によれば、継体天皇の崩御の年次について、『百済本記』の説を採用して辛亥の年（531年）とする一方で、異説として甲寅の年（534年）とする説も載せている。甲寅の年は次の安閑天皇が即位した年とされ、これは通常継体天皇の没後、2年間の空位があったと解釈されている。
ところが、ここにいくつかの疑問点が浮上する。
- 『百済本記』の辛亥の年の記事は「日本の天皇及び太子・皇子倶に崩薨[1]」
- 『上宮聖徳法王帝説』・『元興寺伽藍縁起』では欽明天皇の即位した年が辛亥の年（531年）とされ、あたかも継体天皇の次が欽明天皇であったように解される。
- 『古事記』では継体天皇が丁未の年（527年）に崩御したことになっている。

こうした矛盾を解釈する方法については、明治時代に紀年論が注目されて以来議論の対象となった。
まず最初に登場した説は継体天皇の崩御を丁未の年（527年）、欽明天皇の即位を辛亥の年（531年）として間の4年間に安閑天皇・宣化天皇の在位を想定する説である。この説では『古事記』・『日本書紀』ともに安閑天皇の崩御が乙卯の年（535年）と一致していることと矛盾が生じる（勿論、これを正確な史料に基づく年次と取るか、同一の出典が誤っていたと取るかで議論の余地が生じる）。
昭和時代に入って喜田貞吉が『百済本記』が示した辛亥の年（531年）に重大な政治危機が発生し、その結果として継体天皇の没後に地方豪族出身の尾張目子媛を母に持つ安閑－宣化系と仁賢天皇の皇女である手白香皇女を母に持つ欽明系に大和朝廷（ヤマト王権）が分裂したとする「二朝並立」の考えを示した。この考え方は第二次世界大戦後に林屋辰三郎によって継承され、林屋はそこから一歩進めて継体天皇末期に朝鮮半島情勢を巡る対立を巡る混乱（磐井の乱など）が発生し、天皇の崩御後に「二朝並立」とそれに伴う全国的な内乱が発生したとする説を唱えた。『日本書紀』はこの事実を隠すためにあたかも異母兄弟間で年齢順に即位したように記述を行ったというのである。
だが、『百済本記』は現存しておらず、その記述に関する検証が困難である。更に同書が百済に関する史書であるため、倭国（日本）関係の記事を全面的に信用することに疑問があるとする見方もある。そもそも辛亥の年に天皇が崩御したのが事実であるとしてもそれが誰を指すのか明確ではないのである（安閑天皇の崩御の年を誤りとすれば、辛亥の年に宣化天皇が崩御して欽明天皇が即位したという考えも成立する）。このため、「二朝並立」や内乱のような事態は発生せず、この時期の皇位継承については継体の崩御後にその後継者（安閑・宣化）が短期間（数年間）で崩御して結果的に継体→安閑→宣化→欽明という流れになったとする『日本書紀』の記述を採用すべきであるという見方を採る学説も有力である。更に「二朝並立」を支持する学者の中でも必ずしも林屋の説が全面的に支持されているわけではない。例えば、林屋は欽明天皇の背後に天皇と婚姻関係があった蘇我氏がおり、安閑・宣化天皇の背後にはこの時期に衰退した大伴氏がいたと解釈するが、背後関係を反対に捉える説をはじめ、継体天皇とその後継者を支持する地方豪族と前皇統の血をひく欽明天皇を担いで巻き返しを図るヤマト豪族との対立とみる説、臣姓を持つ豪族と連姓を持つ豪族の間の対立とみる説などがある。
継体天皇から欽明天皇の時代にかけては、仏教公伝や屯倉の設置、帝紀・旧辞の編纂、和風諡号の導入、武蔵国造の乱など、その後の倭国（日本）の歴史に関わる重大な事件が相次いだとされており、「二朝並立」や内乱発生の有無がそれらの事件の解釈にも少なからぬ影響を与えるとみられている。